# すてきなムコさま
『すてきなムコさま』は、富永ゆかりによる日本の4コマ漫画作品。双葉社の4コマ誌（4コマ漫画専門雑誌）「まんがタウン」（月刊）にて2008年4月号まで連載されていた。

## 主な登場人物
上村ツヨシ
さやかと結婚し、上村家に婿養子として入った。非常に几帳面である。
上村さやか
ツヨシの妻。格闘技好き。
養父さん（とうさん）
さやかの父。さやかが成人した後も、結婚した後も溺愛している。
養母さん（かあさん）
さやかの母。穏やかだが上村家一の権力者でもある。

## 書誌情報
- 富永ゆかり『すてきなムコさま』 双葉社〈アクションコミックスまんがタウン〉、全3巻
  1. 2005年1月25日発行（2004年12月25日第1刷発売）、ISBN 4-575-93922-6
  2. 2006年7月28日発行（2006年6月28日第1刷発売）、ISBN 4-575-94015-1
  3. 2008年5月12日発行（同日第1刷発売）、ISBN 978-4-575-94167-8